# NSTG Liegnitz
Die Nationalsozialistische Turn- und Sportgemeinschaft Liegnitz war ein deutscher Sportverein aus dem niederschlesischen Liegnitz. Die NSTG existierte bis 1945. Liegnitz gehört heute zu Polen und heißt Legnica. 

## Geschichte
1937 drängte der Nationalsozialistische Reichsbund für Leibesübungen auf eine Wiedervereinigung des ATV Liegnitz mit dessen früherer Fußballabteilung, die seit 1924 als SV 1896 Liegnitz einen selbständigen Verein bildete. Den Fußballern kamen diese Bemühungen entgegen, da sie ständig vom Konkurs bedroht waren. Der damalige Stadtschulrat Zeplin bewerkstelligte 1937 die Wiederangliederung der Fußballer und übernahm auch gleich den Vorsitz des Fusionsvereins, der sich jetzt „Turn- und Sport-Verein Liegnitz“, kurz „Tuspo Liegnitz“ nannte. Neben den Kickern schlossen sich dem ehemaligen ATV noch mehrere andere Leibesübungen treibende Vereine an, so der „Liegnitzer Boxclub“. Unbelastet von Existenzängsten konnten die Fußballer jetzt wieder ihrem Sport nachgehen. 
1939, mit Beginn des Zweiten Weltkriegs erlebte „Tuspo“, inzwischen in NSTG Liegnitz umbenannt, einen neuen Aufschwung, wenn auch der ganz große Erfolg ausblieb. Immerhin kehrten die Fußballer in die Erstklassigkeit zurück. Allerdings konnten sie auch auf Ortsebene nicht mit dem neugegründeten WSV Liegnitz mithalten. 1945 endete die Existenz des Vereins: Mit Kriegsende erloschen alle bestehenden Vereine und konnten im Osten nach Flucht und Vertreibung auch nicht wiedergegründet werden. Aus Liegnitz wurde das polnische Legnica. 

## Erfolge
- Gauliga-Zugehörigkeit: 1939/40, 1941/42, 1942/43, 1943/44